# Хромозома 20 (човек)
Хромозома 20 е една от 23-те двойки човешки хромозоми. Човешкият геном нормално притежава две копия от тази хромозома. Дължината на хромозома 20, измерена в нуклеотидни двойки е 63 025 520 , което представлява около 2 до 2,5% от генетичния материал в човешката клетка.

## Нуклеотидна последователност
Нуклеотидната последователност на хромозома 20 е оповестена в резултат на проекта човешки геном. Първоначалната публикация включва секвенция от 59 187 298 н.дв., което представлява около 99,4% от тогавашната оценка за количеството еухроматин . Въпреки че това представлява значителна част от общата последователност, секвенцията не е пълна и включва няколко големи региона с неизвестна последователност в еухроматина, както и липса на значителна информация за хетерохроматина. Продължават опитите за установяване на пълната секвенция на хромозомата, като до септември 2009 г. са известни 59 505 520 н.дв..

## Гени

### Брой гени
Точният брой на гените в хромозома 20 не е известен. Предполага се, че хромозомата съдържа 1015 гена , част от които носят информацията за синтеза на белтък (протеин-кодиращи гени), докато друга носят информация за синтеза на множество регулаторни рибонуклеинови киселини (РНК).

## Статистика
| Особеност                            | Ensembl    | Vega Map View |
| ------------------------------------ | ---------- | ------------- |
| Дължина:                             | 63 025 520 | 62 436 224    |
| Документирани протеин-кодиращи гени: | 563        | 527           |
| Предполагаеми протеин-кодиращи гени: | 28         | 10            |
| Псевдогени:                          | 194        | 202           |
| miRNA гени:                          | 53         | 275           |
| rRNA гени:                           | 12         | 275           |
| snRNA гени:                          | 33         | 275           |
| snoRNA гени:                         | 29         | 275           |
| Други RNA гени:                      | 47         | 275           |
| Нуклеотидни полиморфизми:            | 398 637    | -             |

## По-важни гени, разположени върху хромозома 20
- CST3 – Цистатин 3
- GHRH – Соматотропин-освобождаващ хормон